# 코타이크주

코타이크주의 위치

코타이크주(아르메니아어: Կոտայքի մարզ)는 아르메니아 중부에 위치한 주로, 주도는 흐라즈단이며 면적은 2,089km2, 인구는 241,337명(2002년 기준)이다. 아르메니아에서 유일하게 외국 영토와 맞닿아 있지 않은 주이며 북쪽으로는 로리주, 북동쪽으로는 타부시주, 동쪽으로는 게가르쿠니크주, 남쪽으로는 아라라트주, 서쪽으로는 아라가초튼주, 남서쪽으로는 예레반과 접한다.